# Semambang Makmur
Semambang Makmur is een bestuurslaag in het regentschap Muko-Muko van de provincie Bengkulu, Indonesië. Semambang Makmur telt 257 inwoners (volkstelling 2010).